# Gara Târgu Mureș Sud
Gara Târgu Mureș Sud este o gară care deservește municipiul Târgu Mureș, România.